# زبديئيل
زافديل ((بالعبرية: זַבְדִּיאֵל)؛ هدية الرب) هو موشاف ديني في جنوب إسرائيل يقع في قطاع لخيش بالقرب من كريات جات، وهو يقع ضمن اختصاص مجلس شفير الإقليمي. في عام 2006، كان عدد سكانه 413 نسمة.

## التاريخ
تأسس الموشاف عام 1950 من قبل مهاجرين من اليمن على أراضٍ كانت تابعة لقرية حتا الفلسطينية المهجرة. أخذ اسمه من نحميا 11:14، وهو اسم كاهن عائد من بابل.